# Ousmane Ngom
Pour les articles homonymes, voir Ngom.
Ousmane Ngom, né le 18 mai 1955  à Saint-Louis, est un homme politique sénégalais, membre du PDS. 
Il est plusieurs fois ministre dans les années 1990 et 2000.

## Biographie
Ousmane Alioune Ngom est né le 18 mai 1955 à Saint-Louis. Juriste de formation, il est marié et père de quatre enfants.
Alors qu'il est dans l'opposition, il est pendant quatre ans, l'un des leaders du Parti démocratique sénégalais (PDS), en deuxième position après Abdoulaye Wade.
Lorsque le PDS arrive dans le gouvernement d'union nationale d'Abdou Diouf, il est ministre du Travail et de la Formation professionnelle d'avril 1991 à octobre 1992, puis ministre de la Santé et de l'Action sociale de mars 1995à mars 1998.
Le 11 juin 1998 il démissionne du PDS et créé son propre mouvement, le Parti libéral sénégalais (PLS). En 2000, Abdoulaye Wade accède à la présidence et en 2003 le PLS fusionne avec le PDS.
Ousmane Ngom est nommé ministre du Commerce en juillet 2004, puis ministre de l'Intérieur le 2 novembre 2004, en remplacement de Cheikh Sadibou Fall. À ce titre, c'est lui qui, le 30 décembre de la même année, signe le cessez-le-feu avec l'abbé Diamacoune Senghor, marquant une pause dans le conflit en Casamance.
Il sera nommé ministre d’État, ministre des Mines, de l’Industrie et des PME en 2009, et le restera jusqu'à la fin de la présidence d'Abdoulaye Wade en 2012.